# Hangdžov
Hangdžov je glavno mesto province Džedžjang na Kitajskem. Je v severovzhodnem delu province, na vrhu istoimenskega zaliva, ki ločuje Šanghaj in Ningbo.
Po kitajskem popisu leta 2020 je imelo mesto skupno 11.936.010 prebivalcev. Vendar pa njegovo metropolitansko območje, ki ga naseljuje 13,035 milijona ljudi na površini 8107,9 km², poleg mestnih okrožij Hangdžova sestavljajo še 3 mestna okrožja mesta Šaošing.
Mesto je eno izmed sedmih starih prestolnic Kitajske. Med glavne znamenitosti sodi Zahodno jezero, ki je vpisano na Unescov seznam svetovne dediščine in leži zahodno od mesta. 
Prva naselja na območju današnjega mesta so bila prisotna že pred približno 7000 leti, kot del neolitske kulture Hemudu. V obdobju dinastije Čin je bil ustanovljen okraj Čiantang. Mesto je postalo pomembno središče v času dinastije Sui zaradi gradnje Velikega prekopa. V dinastiji Tang je mesto cvetelo pod pesnikom Baj Džujem, ki je izboljšal namakanje za lokalne kmete. Med dinastijo Song je bila v mesto prenesena prestolnica. V času dinastije Juan je ohranil svoj status pomembnega središča, čeprav je bila prestolnica prestavljena v Peking. Beneški popotnik Marco Polo je mesto opisal kot »največje in najlepše mesto na svetu«. 
Po ustanovitvi Ljudske republike Kitajske leta 1949, je Hangdžov postal eno glavnih gospodarskih središč. Po oceni iz leta 2022 je nominralni bruto metropolitanski proizvod območja znašal 4 bilijone juanov (502,8 milijard evrov), kar je več od celotnega švedskega gospodarstva. Z BDP okoli 1,8 bilijona RMB (280 milijard dolarjev) ima Hangdžov osmi največji BDP med mesti v celinski Kitajski. V mestu so sedeži velikih svetovnih  podjetij na področju informacijske tehnologije, kot Alibaba Group, Ant Group in NetEase . Po podatkih iz avgusta 2023 je Hangdžov deseti na svetu po številu sedežev podjetij v seznamu Fortune Global 500 oz. četrti na Kitajskem – po Pekingu, Šanghaju in Šenzenu. Glede na Hurun Global Rich List 2020 je na 11. mestu na svetu in na 6. mestu na Kitajskem (za Pekingom, Šanghajem, Hongkongom, Šenzenom in Guangdžovom) po številu milijarderjev.
Hangdžov je po znanstvenih dosežkih na 16. mestu v svetu. Gosti več pomembnih univerz, vključno z Univerzo Džedžjang, Džedžjanško tehnološko univerzo in drugimi. 
Hangdžov je leta 2016 gostil 11. vrh G20. Leta 2023 je postal tretje kitajsko mesto, ki je gostilo Azijske igre. 

## Zgodovina

### Zgodnja zgodovina
Znana neolitska kultura Hemudu je naseljevala Jujao, 100 km jugovzhodno od Hangdžova, že pred sedmimi tisoč leti. V tem času so na jugovzhodu Kitajske prvič gojili riž. Izkopavanja so pokazala, da je kultura Liangdžu, ki je rezbarila žad (poimenovana po svojem najdišču severozahodno od Hangdžova), naseljevala območje neposredno okoli sedanjega mesta pred približno petimi tisoč leti. Prva od sedanjih sosesk v Hangdžovu, ki se pojavlja v pisnih zapisih, je bila Juhang, ki verjetno ohranja staro ime Baijue.
Leta 222 pr. n. št. je prvi cesar dinastije Čin ustanovil Čjantang (錢唐) kot okrožje pod vodstvom poveljstva Kuaidži (danes Šaošing). Bilo je na območju gorovja Vulin in jezer Vulin. Pod dinastijo Han je bilo isto območje znano kot Vulin (武林).
Hangdžov je leta 589 pod dinastijo Sui postal sedež prefekture Hang, kar mu je dalo pravico do mestnega obzidja, ki je bilo zgrajeno dve leti pozneje. Po dolgoletnem dogovoru, ki ga poznamo tudi v drugih mestih, kot sta Guangdžov in Fudžov, je mesto prevzelo ime območja, ki ga je upravljalo, in postalo znano kot Hangdžov. Bilo je na južnem koncu kitajskega Velikega prekopa, ki se razteza do Pekinga. Prekop se je razvijal skozi stoletja, vendar je do leta 609 dosegel svojo polno dolžino.

### Dinastija Tang
V dinastiji Tang je bil za guvernerja Hangdžova imenovan Bai Džuji, priznani pesnik. Opazil je, da so bližnja kmetijska zemljišča odvisna od vode Zahodnega jezera, vendar se je zaradi malomarnosti stari nasip porušil in jezero se je tako izsušilo, da so lokalni kmetje trpeli zaradi hude suše. Odredil je gradnjo močnejšega in višjega nasipa z jezom za nadzor pretoka vode, s čimer bi ublažil problem suše. Preživetje domačinov v Hangdžovu se je v naslednjih letih izboljšalo. Bai Džuji je svoj prosti čas izkoristil za uživanje ob Zahodnem jezeru in ga obiskoval skoraj vsak dan. Nato je dal ob nasipu posaditi vrbe in druga drevesa, zaradi česar je postal znamenitost.
Uvrščeno je na seznam sedmih starodavnih prestolnic Kitajske. V obdobju petih dinastij in desetih kraljestev je bilo od leta 907 do 978 glavno mesto kraljestva Vujue. Takrat se je imenovalo Šifu (西府). Voditelji Vujueja so bili znani meceni umetnosti, zlasti budistične tempeljske arhitekture in umetnosti. Nasip, ki ga je za zaščito mesta zgradil kralj Čjan Liu, je dal Čjantangu njegovo sodobno ime. Hangdžov je postal tudi kozmopolitsko središče, ki je privabljalo učenjake z vse Kitajske in vodilo diplomacijo s sosednjimi kitajskimi državami, pa tudi z Japonsko, Gorjeom in dinastijo Khitan Liao.

### Dinastija Song
Leta 1089 je drug priznani pesniški guverner Su Ši (Su Dongpo) z 200.000 delavci zgradil 2,8 km dolg nasip čez Zahodno jezero, narejen iz blata, izkopanega z dna jezera. Jezero je na severni in zahodni strani obdano s hribi. Pagoda Baoču stoji na hribu Baoši severno od jezera.
Hangdžov je bil izbran za novo prestolnico Južne dinastije Song leta 1132, ko so večino severne Kitajske osvojili Jurčeni v vojnah Jin-Song. Preživela cesarska družina se je umaknila proti jugu iz svoje prvotne prestolnice v Kaifengu, potem ko so jo Jurčeni zavzeli v incidentu Džingkang leta 1127. Cesar Gaozong se je preselil v Nanking, nato v sodobni Šangčjiu, nato leta 1128 v Jangdžov in končno leta 1129 v Hangdžov.
Ko se je možnost ponovnega zavzetja severne Kitajske zmanjšala, so stavbe v Hangdžovu razširili in prenovili, da bi postal stalna prestolnica cesarstva. Cesarska palača, skromne velikosti, je bila leta 1133 razširjena z novimi strehami, leta 1148 pa z razširitvijo obzidja palače. Mestno obzidje je bilo zgrajeno iz zbitega zemeljskega kamna in je bilo visoko 9 metrov in debelo pri vznožju 3 metre. Na obzidju je bilo 13 vrat in več stolpov. Obzidje je mesto pokrivalo štiri milje od severa do juga in le eno miljo od vzhoda do zahoda. Po mnenju italijanskega raziskovalca Odorika iz Pordenona je bil Hangdžov največje mesto na svetu. Bilo je gosto naseljeno in polno velikih družinskih posesti. Imelo je 12.000 mostov. Kljub velikemu prebivalstvu je bilo v Hangdžovu v izobilju kruha, svinjine, riža in vina. Arabski trgovci so živeli v Hangdžovu v času dinastije Song, ker so imele oceanske trgovske poti v tem času prednost pred kopensko trgovino. Mošejo Feniks je v tem času zgradil perzijski naseljenec.
Od leta 1132 do mongolske invazije leta 1276 je Hangdžov ostal prestolnica dinastije Južni Song in je bil znan kot Lin'an (臨安). Služil je kot sedež cesarske vlade, središče trgovine in zabave ter stičišče glavnih vej državne uprave. V tem času je bilo mesto gravitacijsko središče kitajske civilizacije, saj je tisto, kar je nekoč veljalo za "osrednjo Kitajsko" na severu, zavzela dinastija Jin, etnična manjšina, ki so ji vladali Jurčeni.
Številni filozofi, politiki in književniki, vključno z nekaterimi najbolj slavnimi pesniki v kitajski zgodovini, kot so Su Ši, Lu Jou in Šin Čidži, so prišli sem živet in umreti. Hangdžov je tudi rojstni kraj in zadnje počivališče znanstvenika Šen Kuoja (1031–1095 n. št.), njegov grob je v okrožju Juhang.
Med dinastijo Južni Song so komercialna širitev, pritok beguncev z osvojenega severa in rast uradnih in vojaških ustanov povzročili ustrezno povečanje prebivalstva, mesto pa se je razvilo daleč zunaj svojih obzidij iz 9. stoletja. Po podatkih Encyclopædie Britannice je imel Hangdžov takrat več kot 2 milijona prebivalcev, medtem ko je zgodovinar Jacques Gernet ocenil, da je prebivalstvo do leta 1276 štelo precej več kot milijon. (Uradni kitajski popis prebivalstva iz leta 1270 je navedel približno 186.330 družin, ki so tam stale, in verjetno ni upošteval nerezidentov in vojakov.) Domneva se, da je bil Hangdžov največje mesto na svetu od leta 1180 do 1315 in od leta 1348 do 1358.
Zaradi velikega števila prebivalcev in gosto poseljenih (pogosto večnadstropnih) lesenih stavb je bil Hangdžov še posebej ranljiv za požare. Veliki požari so v letih 1208, 1229, 1237 in 1275 uničili velike dele mesta. Samo požar leta 1237 je uničil 30.000 stanovanj. Najhujši pa je bil požar leta 1208, ki je gorel 4 dni v premeru 3 milj in požgal 58.097 hiš ter ubil 59 ljudi. Za boj proti tej grožnji je mesto zgradilo skladišča, ki so jih oddajali trgovcem, kjer so ponoči patruljirali stražarji, mesto pa je bilo z vseh strani obdano z vodo. Poleg tega je vlada vzpostavila dovršen sistem za gašenje požarov, postavila stražne stolpe, zasnovala sistem signalov z laternami in zastavami za prepoznavanje vira plamenov in usmerjanje odziva ter za gašenje požara najela več kot 3000 vojakov.

### Dinastija Juan
Hangdžov so leta 1276, tri leta pred dokončnim propadom dinastije Južni Song, oblegale in zavzele napredujoče mongolske vojske Kublajkana. Zgodovinarka Patricia Buckley Ebrey je zapisala, da je mongolska dinastija Juan v obleganju Kaifeng (1232) na stotine ubila kraljevo družino Jurčen Vanjan, medtem ko je mestu Hangdžov, vključno s kitajsko kraljevo družino Džao iz dinastije Južni Song, prizanesla. Mongoli so ponovno najeli vladne uradnike dinastije Južni Song in kitajske obrtnike Han v Šangduju poročili z ženskami iz palače. Glavno mesto nove dinastije Juan je bilo ustanovljeno v mestu Dadu (Peking), vendar je Hangdžov ostal pomembno trgovsko in upravno središče za njihovo južno ozemlje.
- Pagoda Lejfeng
- Pokrajina Ši Hu, Li Song (1190–1264), ki prikazuje pagodo Leifeng v dinastiji Južni Song
- Luna nad mirnim jezerom jeseni, eden od desetih prizorov iz Ši Hu
- Sanje o tigrovem izviru, grobu meniha Džigonga

### Sodobna zgodovina
Mesto je ostalo pomembno pristanišče do sredine obdobja dinastije Ming, ko se je njegovo pristanišče počasi zamuljilo. Pod dinastijo Čing je bilo tam sedež cesarske vojaške garnizije.
V letih 1856 in 1860 je Nebeško kraljestvo Taipingov okupiralo Hangdžov. Mesto je bilo med osvajanjem, okupacijo in končno ponovno osvojitvijo s strani vojske Čing močno poškodovano.
Po propadu dinastije Čing so si nadzor nad Hangdžovom izpostavljali vojskovodje, zlasti tisti iz klik Anhui in Džili, vse do uspešne severne odprave Kuomintanga. Nato je bilo od leta 1927 do 1937 v celoti pod upravljanjem Republike Kitajske. Od leta 1937 do 1945 je mesto okupirala Japonska. Kuomintang se je vrnil leta 1945 in vladal do 3. maja 1949, ko je v Hangdžov vstopila Ljudska osvobodilna vojska in je mesto prišlo pod nadzor Kitajske komunistične partije (KPK). Med pozno kulturno revolucijo je bil prizorišče vrste delavskih nemirov in frakcijskih bojev, znanih kot incident v Hangdžovu leta 1975. Potem ko se je leta 1978 začela izvajati reformna politika Deng Šjaopinga, je Hangdžov izkoristil svojo lego v delti Jangceja za okrepitev svojega razvoja. Zdaj je eno najuspešnejših večjih kitajskih mest in je leta 2016 gostilo enajsti vrh G20.
Februarja 2020 je mesto zaradi izbruha koronavirusa, ki se je iz Vuhana razširil po Kitajski, uvedlo stroge ukrepe policijske ure.
Leta 2022 je Hangdžov postal tretje kitajsko mesto, ki je gostilo Azijske igre, po Pekingu leta 1990 in Guangzhouu leta 2010.

## Geografija
Hangdžov leži v severozahodni provinci Džedžjang, na južnem koncu Velikega kitajskega prekopa, ki teče do Pekinga, v južno-osrednjem delu delte reke Jangce. Njegovo upravno območje (podprovincialno mesto) se razteza proti zahodu do goratih delov province Anhui in proti vzhodu do obalne ravnice blizu zaliva Hangdžov. Središče mesta je zgrajeno okoli vzhodne in severne strani Zahodnega jezera, severno od reke Čjantang.
Reka Čjantang je največja reka v provinci Džedžjang. Vsako leto med 15. in 18. avgustom lunarnega meseca na Kitajskem se pojavi plima Čjantang. Imenuje se »največja plima na svetu«. Največji plimski val na svetu divja po reki Čjantang skozi Hangdžov in doseže višino do 12 m.

### Podnebje
Podnebje je vlažno subtropsko (Köppen Cfa) s štirimi izrazitimi letnimi časi, za katere so značilna dolga, zelo vroča in vlažna poletja ter hladne, oblačne in bolj suhe zime, čeprav z občasnim sneženjem. Povprečna letna temperatura je 17,0 °C, mesečna dnevna povprečja pa se gibljejo od 5 °C v januarju do 29,3 °C v juliju. Mesto prejme povprečno letno količino padavin 1438 mm, junija pa ga prizadene močno deževje azijskega monsuna. Pozno poleti (od avgusta do septembra) Hangdžov doživlja tajfunske nevihte, vendar ga tajfuni redko udarijo neposredno. Običajno dosežejo kopno vzdolž južne obale Džedžjanga in območje prizadenejo z močnimi vetrovi in nevihtnim deževjem. Ekstremne vrednosti od leta 1951 so se gibale od -9,6 °C 6. februarja 1969 do 41,9 °C 3. avgusta 2024;] neuradni odčitki so dosegli -10,5 °C, določene 29. decembra 1912 in 24. januarja 1916, do 42,1 °C, določene 10. avgusta 1930. Z mesečnim odstotkom možnega sončnega obsevanja od 30 % marca do 51 % avgusta mesto prejme 1709,4 sončnih ur letno.

## Demografija
Leta 2023 je imel Hangdžov stalno prebivalstvo 12,522 milijona (vključno s Šjaošanom in Juhangom), od tega 10,543 milijona (84,2 %), ki je živelo v urbanih območjih. OECD (Organizacija za gospodarsko sodelovanje in razvoj) je leta 2010 ocenila, da ima metropolitansko območje 13,4 milijona prebivalcev, čeprav drugi viri navajajo številko več kot 21 milijonov. Metropolitansko območje Hangdžov vključuje večja mesta Šaošing, Džjašing in Hudžov.
Pričakovana življenjska doba registriranega prebivalstva mesta  je bila leta 2021 83,18 let, kar je ena najvišjih na Kitajskem.

## Gospodarstvo
Gospodarstvo mesta Hangdžov se je od odprtja leta 1992 hitro razvijalo. Je industrijsko mesto s številnimi različnimi sektorji, kot so lahka industrija, kmetijstvo in tekstil. Velja za pomembno proizvodno bazo in logistično središče obalne Kitajske. Poleg tega je mesto središče e-trgovine in tehnologije. BDP mesta Hangdžov je leta 2001 znašal 156,8 milijarde RMB, kar ga je med vsemi prestolnicami provinc uvrstilo na drugo mesto za Guangdžovom. Mesto je od takrat svoj BDP več kot potrojilo, s 156,8 milijarde RMB leta 2001 na 1,3509 bilijona RMB leta 2018, BDP na prebivalca pa se je povečal s 3020 USD na 21.184 USD.[89][91] Leta 2019 je bilo ocenjeno, da metropolitansko območje Hangzhou ustvari bruto metropolitanski proizvod (nominalno) v višini 3,2 bilijona juanov (486,53 milijarde dolarjev).
Študija, ki sta jo izvedli PwC in Kitajska fundacija za razvojne raziskave, je Hangdžov uvrstila na prvo mesto med »kitajskimi mesti priložnosti«. Velja tudi za svetovno mesto z razvrstitvijo Beta+ po podatkih GaWC. Leta 2018 se je uvrstil na 89. mesto na lestvici globalnih finančnih centrov. Prav tako se je v letih 2021 in 2022 uvrstil na prvo mesto na lestvici kitajskih mest v vzponu, ki jo je pripravila Economist Intelligence Unit in ocenjuje potencial rasti kitajskih mest. Hangdžov se po številu milijarderjev uvršča na 11. mesto na svetu in 6. mesto na Kitajskem (za Pekingom, Šanghajem, Hongkongom, Šendženom in Guangdžovom). Avgusta 2023 je imel Hangdžov deseto največje število sedežev podjetij na lestvici Fortune Global 500 med vsemi mesti na svetu in četrto največje na Kitajskem – za Pekingom, Šanghajem in Šendženom – znotraj svojih mestnih meja. Hangdžov ima pobudo za pametna mesta in si prizadeva za digitalizacijo gospodarstva in izgradnjo brezgotovinskega mesta.
Čeprav je Hangdžov v zadnjem času doživel številne urbane preobrazbe, je še vedno ohranil svojo zgodovinsko in kulturno dediščino ter naravno okolje. Danes turizem ostaja pomemben dejavnik za gospodarstvo mesta. Ima številne nebotičnike, zaradi česar je 19. mesto na svetu z največ nebotičniki in 9. mesto na Kitajskem.

## Kultura
Domačini prebivalci Hangdžova, vključno s tistimi iz Džedžjanga in južnega Džjangsuja, govorijo hangdžovško narečje, narečje ljudstva Vu, ki je edinstveno za to območje. Narečje se razlikuje od narečij v regijah. Kot uradni jezik, ki ga je določila centralna kitajska vlada, je mandarinščina prevladujoči govorjeni jezik, čeprav je z hangdžovškim narečjem medsebojno nerazumljiva. Narečje govori približno od 1,2 do 1,5 milijona ljudi.
V mestu je več muzejev, vključno s Kitajskim nacionalnim muzejem svile, največjim muzejem svile na svetu, Kitajskim nacionalnim muzejem čaja (kitajsko: 中国茶叶博物馆; pinjin: Zhōngguó Cháyè Bówùguǎn) in Pokrajinskim muzejem Džedžjang, ki ima zbirko integriranih človeških študij, razstav in raziskav z več kot 100.000 zbranimi kulturnimi relikvijami.
Številna gledališča  gostijo operne predstave, kot je opera Jue. Obstaja več velikih predstav, posvečenih zgodovini in kulturi Hangdžova, kot sta Impression West Lake in Romance of Song Dynasty. Pokrajina povezuje zgodbe slavnih osebnosti v kitajski zgodovini in občutke navadnih ljudi, ki z veseljem in navdušenjem obiščejo Hangdžov.
V mestu deluje Kitajska akademija umetnosti in znana slikarja, kot sta Lin Fengmian in Fang Ganmin.
Lokalna oblast močno vlaga v promocijo turizma in umetnosti, s poudarkom na proizvodnji svile, dežnikih in kitajskih ročnih pahljačah.

### Kuhinja
Hangdžovska lokalna kuhinja pogosto velja za reprezentativno za kuhinjo province Džedžjang, eno od osmih temeljnih kitajskih kuhinj. Lokalno sprejeto mnenje domačinov opredeljuje jedi, pripravljene na ta način, kot »sveže, nežne, mehke in gladke, z blagim vonjem«.
Na splošno so kuhinje slajše kot slane. Domačini uživajo v lahki prehrani, ki vključuje rečne ribe iz reke Jangce. O izvoru lokalnih jedi se vrtijo zgodovinske zgodbe.
Jedi, kot so rezanci Pian Er Čuan (片儿川), ribe s kisom Zahodnega jezera (西湖醋鱼), svinjina Dongpo (东坡肉), kozice Longdžing (龙井虾仁), beraški piščanec (叫化鸡), dušen riž in svinjina zavito z lotusovimi listi (荷叶粉蒸肉), dušeni bambusovi poganjki (油焖笋), puding iz lotosove korenine (藕粉) in ribja juha sestre Song (宋嫂鱼羹) so nekateri bolj znani primeri regionalne kuhinje Hangdžova.
Čaj Longdžing je najbolj znan zeleni čaj in je na prvem mestu med desetimi najbolj znanimi čaji na Kitajskem. Najboljši čaj Longdžing je tisti, ki ga posadijo ob Zahodnem jezeru. Čaj je pomemben del gospodarstva in kulture mesta. Je najbolj znan po izvoru Longdžinga, pomembne sorte zelenega čaja.